# 胭脂花
胭脂花又名段報春、胭脂报春、马氏报春，是报春花科报春花属多年生草本植物，原产北京、河北、吉林、山西、陕西、内蒙古与蒙古。